# Mindon
Mindon är en kommun i Myanmar.   Den ligger i regionen Magwayregionen, i den sydvästra delen av landet, 160 km väster om huvudstaden Naypyidaw. Antalet invånare är 61 299.